# Мокрая Вершина
Мо́края Верши́на — родник близ села Моховое Аннинского района Воронежской области России.
Родник назван по небольшому холму на берегу лога Осиновский, где бьёт множество небольших ключей, отчего местность вокруг сырая.
Вода родника чистая и свежая. Глубина около 1 м. К роднику имеются удобные подъезды. Родник является постоянно действующим и нисходящим. Источник расположен на абсолютной высоте 100 м.
В настоящее время родник не оборудован.